# 生死时速
《生死时速》（英語：Speed）是一部在1994年出品的美國驚險動作電影，由简·德·邦特執導，基努·里维斯、丹尼斯·霍珀和珊卓·布拉克等人主演。

## 劇情
下班時間，在洛杉磯一棟大樓的上班族，準備搭乘電梯回家，卻不知大樓電梯已被一名炸彈專家裝置炸彈，炸彈專家打算利用困在電梯的人質達成目的，但是洛杉磯警察局特殊武器戰術小組警員傑克·崔文（Cst. Jack Traven，由基努·里维斯飾演）發揮智慧與勇氣，破壞了炸彈專家的計畫，成功救出了人質。傑克試圖進一步逮住炸彈專家，但炸彈專家在引爆另一件炸彈後逃之夭夭。
多日後，傑克因為此事而被表揚，但是傑克在上班途中遇上巴士爆炸事件，在傑克驚慌之餘，他接到了炸彈專家打的來電，並被告知另一輛正在行駛中的巴士也已遭到裝設炸彈，時速一旦超越50哩（即80公里）後就不得再低於50哩，否則炸彈將會爆炸。傑克聞言便立即驅車追趕巴士，此時，一名女孩安妮（Annie，由珊卓·布拉克飾演）搭上了此班巴士，傑克從後方使勁追趕，最後他借助一輛跑車而登上了巴士。傑克的出現引來巴士乘客的驚慌，此時一名逃犯也藏身在巴士上，在得知傑克是警察後打算利用槍枝來停住巴士，幸好巴士上民眾同心協力的制伏了逃犯，不過司機卻也因此受傷，安妮在緊急情況下駕駛巴士，但是在安妮打算停車時，傑克說出了巴士裝設炸彈的事實，車上乘客頓時陷入驚慌。
傑克一方面透過搭檔哈利（Det. Harry Temple，傑夫·丹尼爾飾演）調查炸彈專家，同時也指揮安妮駕駛巴士，並且維持在時速50哩以上，在過程中，安妮還需經過90度的大轉彎、飛越50呎寬的高架道路缺口，充滿了驚險，最後巴士駛到了洛杉磯國際機場，在跑道上打圈子爭取時間。
哈利查出了炸彈專家的真實身分為已退休的亞特蘭大警員霍德華·潘恩（Howard Payne，由丹尼斯·霍珀飾演），他曾因任務中炸斷大拇指後被迫退休，但他卻沒有受到良好的退休待遇，自此懷恨在心。因此潘恩花了多年時間訂出天衣無縫的計畫，企圖向警方勒索大量贖金。哈利依據線索組成隊伍前往潘恩的住所，可是潘恩已經在此設下陷阱，導致包括哈利在內的幾名隊員當場炸死。聽聞他們死訊的卓相當的憤怒，最後才恍然大悟，原來潘恩事先在巴士內裝設視訊系統，藉此監察巴士內眾人的一舉一動，於是傑克請同事徵用新聞直播車去攔截發自巴士內的訊號，利用重複播放帶子的方法矇騙潘恩，警方便趁此機會將巴士上乘客全數救出，而傑克與安妮則是藉由車底板而逃離巴士，巴士最後撞上飛機爆炸，令在場所有人譁然。
此時自鳴得意的潘恩還不知道巴士已經爆炸，傑克及其上司麥克馬宏警官（Lt. McMahon，由喬·摩頓飾演）利用此點設下誘餌，打算逮住潘恩，但是潘恩很快就發現了自己的陰謀已被識破，於是他穿上制服綁架了安妮，並逃入地鐵站內從地底開洞取走錢袋，傑克發現情況不對，立即追上了潘恩，最後潘恩挾持著安妮逃入地鐵列車內，傑克也趕在最後一刻進入列車內。為了奪下列車的控制權，潘恩甚至殺死了列車司機。傑克認為在列車內和潘恩正面交手絕對沒有勝算，於是他爬上車頂試圖接近，而潘恩在安妮身上綁滿炸彈並且試圖帶著錢逃離列車，但是錢袋內裝滿了警察事先安裝的顏料彈，潘恩企盼已久的錢因此落空。為此氣憤不已的潘恩發狂的對著潛伏在車頂的卓掃射，並且爬上車頂打算殺死傑克，不過最後傑克利用列車高速行駛的優勢巧施妙計，讓潘恩在毫無警覺的情況下撞到信号燈而身首異處。將潘恩解決掉之後，傑克返回列車將安妮身上的炸彈除去，可是安妮已被鎖在列車扶手柱，列車的控制器因為之前的亂槍掃射而遭受破壞，更糟的是地鐵隧道尚未完工。於是傑克急中生智，利用彎道將列車駛出了軌道，最後列車在高速行駛的情況下撞上了施工工地並落在馬路上，二人則是平安無事的相擁而吻。

## 演員
| 角色                                             | 演员        | 備註 |
| 傑克·崔文（Cst.Jack Traven）                     | 基努·李維   | 洛杉磯警察局特殊武器戰術小組警員，機警冷靜。                                                                                       |
| 安妮·波特（Annie Porter）                        | 珊卓·布拉克 | 洛杉磯女性市民，片中因超速駕駛被吊銷車牌，而需要乘搭巴士上班並且成為案中臨時駕駛員。                                               |
| 霍華德·潘恩（Howard Payne）                      | 丹尼斯·霍珀 | 亞特蘭大警局炸彈處理小組退休警員，在一場小型任務中失去了一根手指頭，自此對於警隊懷恨在心，花了多年時間擬定搶劫計畫，最後被卓所破。 |
| 麥克馬宏警官（Lt. McMahon）                      | 喬·摩頓     | 洛杉磯警察警官，特殊武器戰術小組組長，傑克和哈利的上司，負責指揮兩人的行動。                                                       |
| 哈洛德·"哈利"·添柏（Det. Harold "Harry" Temple） | 傑夫·丹尼爾 | 傑克的好友，與傑克在第一次和潘恩的交鋒中，腿部中槍。是炸彈專家，最後則是踏入彭的陷阱而死。                                         |

## 外部連結
- Review （页面存档备份，存于）作者為Roger Ebert。芝加哥太陽報  (4/4)
- 互联网电影数据库（IMDb）上《生死时速》的资料（英文）
- AllMovie上《生死时速》的资料（英文）
- 豆瓣电影上《生死时速》的資料 （简体中文）
- Box Office Mojo上《生死时速》的資料（英文）
- 爛番茄上《生死时速》的資料（英文）
- Metacritic上《生死时速》的資料（英文）